# Unité stratigraphique
 (juillet 2014).
Si vous disposez d'ouvrages ou d'articles de référence ou si vous connaissez des sites web de qualité traitant du thème abordé ici, merci de compléter l'article en donnant les références utiles à sa vérifiabilité et en les liant à la section « Notes et références ».

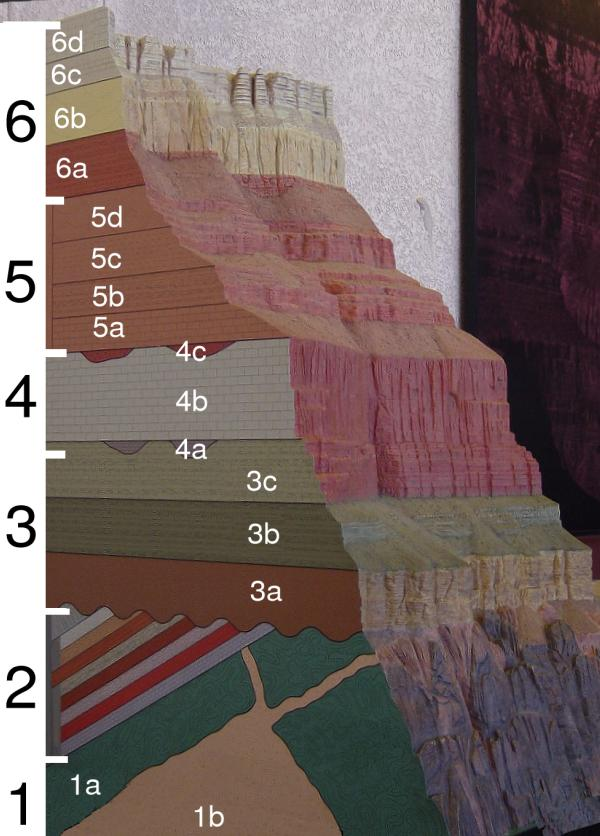
Strates du Grand Canyon.

Les unités stratigraphiques sont des découpages proposés pour définir des séquences de dépôt. Il s’agit, par la description fine des tranches de terrain que constituent les coupes et les profils, de proposer à la fois une mise en séquence de chaque coupe ou profil mais également de définir des corrélations entre eux. C’est la convergence de critères qui permet de proposer des corrélations. Chaque critère est porteur d’une information sur les modes de mise en place ou/et les modes de transformations post-dépositionnelles.

## Méthodes de description des unités stratigraphiques
Les unités stratigraphiques sont décrites de façon fine avec une série de critères empruntés à la géologie et à la pédologie.
Les différents constituants des unités stratigraphiques sont représentatifs des processus de dépôts et des processus pédogénétiques. C’est seulement après une description objective que l’on peut commencer le processus d’interprétation et de corrélation des unités stratigraphiques entre les différentes coupes.

### Les limites entre les unités stratigraphiques
Les unités stratigraphiques sont des volumes superposés entre lesquels on peut définir des limites plus ou moins nettes et plus ou moins sinueuses. Il s’agit de définir la forme et la netteté de ces limites. Les limites peuvent être :
- irrégulières (présence de sinuosités plus profondes que larges) ;
- ondulées (présence de sinuosités plus larges que profondes) ;
- régulières (limite approximativement parallèle à la surface du terrain) ;
- interrompues (la limite entre les unités stratigraphiques est discontinue, les unités stratigraphiques sont développés dans des fissures ou des poches séparées, organisation en poches non jointives) ;
- nettes (ou abruptes) ;
- graduelles ;
- diffuses.

### Les couleurs
Les couleurs sont des caractères très importants et très significatifs lors de la description des coupes. Comme elles sont immédiatement perceptibles, elles nous guident pour distinguer les différentes unités stratigraphiques avant de commencer la description systématique qui s’opère unité stratigraphique par unité stratigraphique. La couleur n’est pas un caractère trompeur : chaque modification est significative d’un changement dans les proportions d’un ou plusieurs constituants ou bien un changement de leur état. Ce critère est souvent très subjectif. Seule l’utilisation d’une charte de couleur permet de se défaire de cette subjectivité. Le Nuancier de Munsell est un référentiel international des couleurs, dont une charte pour les sols existe. Le principe de cette charte est de proposer des comparaisons entre un échantillon de l’unité stratigraphique et des pastilles de couleur réparties sur les planches d’un livret en fonction de trois critères : 
- la teinte de base (Hue) ;
- la clarté (value) ;
- la saturation (chroma).

Chaque planche correspond à une teinte de base. Les pastilles sont classées sur cette planche de bas en haut en clarté croissante et de gauche à droite en saturation croissante. Les teintes de base correspondent aux couleurs principales, le rouge (R, red), le jaune (Y, yellow), le vert (G, green), le bleu (B, blue) et le pourpre (P, purple). Des intermédiaires entre ces couleurs existent (YR, PB, etc.). Une teinte neutre (N, neutral) correspondant aux niveaux de gris existe aussi. Chaque faisceau de couleur est découpé en 10 segments : 10R est le plus rouge, 2.5Y le moins jaune. La gamme utilisée pour les sols comprend les teintes de base suivante 10R, 2.5YR, 5YR, 7.5YR, 10YR, 2.5Y et 5Y, avec des complémentaires pour les gleys (sols hydromorphes, gris bleu ou vert). La clarté est donnée selon 7 valeurs 2.5, 3, 4, 5, 6, 7 et 8, la saturation selon 6 valeurs, 1, 2, 3, 4, 6 et 8. La pastille dont la couleur se rapproche le plus de l’échantillon donne le code Munsell de celui-ci, par exemple 10YR4/2 où 10YR correspond à la teinte de base 4 à la clarté et 2 à la saturation. La charte propose une dénomination littérale : very dark grayish brown soit en français brun grisâtre très sombre. Nous donnons toujours l’état d’humidité de l’unité stratigraphique au moment de la caractérisation de la couleur, celle-ci pouvant en dépendre. Cinq modalités sont reconnues :
- sec (pas d’humidité décelable) ;
- frais ;
- humide (échantillon malléable, absence d’eau libre) ;
- très humide ;
- noyé (présence d’eau libre).

### La texture
Chaque unité stratigraphique comprend un ensemble de constituants visibles à l’œil nu, les éléments grossiers, contenus dans une masse d'éléments plus fins que l’on dénomme la matrice. La texture se définit sur la matrice. Il s’agit d’un jugement global de propriétés d’un matériau fait grâce à des sensations tactiles (pétrissage entre les doigts), permettant une estimation de la composition granulométrique d’une unité stratigraphique. Ceci permet d’attribuer à un matériau le nom d’une classe texturale (exemple : limon sableux, argile limoneuse, etc.) en indiquant sa teneur dans les grandes classes granulométriques des fines, en sables, limons et argiles.

### La structure
La structure est la façon selon laquelle s’arrangent naturellement et durablement les particules élémentaires en formant ou non des agrégats. L’agrégat est le résultat de l’organisation naturelle des constituants, ce en quoi il est fondamentalement différent d’un fragment lequel résulte de la brisure d’un objet préexistant. C’est un critère très important pour la pédologie. Tous les mécanismes et processus de la pédogenèse (actions physiques, chimiques et biologiques) concourent à transformer des matériaux à structure lithologique (roche et dépôts) en matériaux à structure pédologique. Si leur présence est avérée nous donnons la taille des agrégats.

### L’effervescence à HCl
Ce critère exclusivement effectué au laboratoire, permet d’estimer la teneur de l’unité stratigraphique en carbonate de calcium dans la terre fine (matrice). En versant l’acide chlorhydrique (HCl) sur un échantillon de l’unité stratigraphique on peut observer sa réaction à l’effervescence. Quatre modalités sont reconnues :
- effervescence nulle : aucune bulle ne se dégage ;
- effervescence faible : quelques bulles visibles (et audibles) ;
- effervescence forte : réaction vive ;
- effervescence très forte : réaction très vive et instantanée, très grosses bulles.

Ce test permet de définir les variations de la teneur en carbonate de calcium dans les profils pédologiques et les coupes stratigraphiques. C’est un critère important pour reconstituer les évolutions pédologiques.

### Les constituants grossiers
Ce sont tous les constituants minéraux individualisés (fragments de roches, poly- ou mono-minéraux) visibles à l’œil nu des sables grossiers (0,2 à 2 mm), aux blocs (au-delà de 100 mm), en passant par les granules ou graviers (2 à 10 mm) et les cailloux (10 à 100 mm).
Même s’ils ont perdu, partiellement ou totalement, leur structure lithique originelle par altération, ils n’ont pas acquis de structure pédologique. Ces éléments ne doivent pas être confondus avec des agrégats.
Leur description se fait indépendamment de celle des constituants plus fins (matrice) qui seuls sont pris en compte dans la détermination de la texture (Cf. supra).
Leur abondance (ou charge en éléments grossiers) correspond à la proportion en volume des éléments grossiers dans la masse de l’unité stratigraphique. Cette proportion est estimée sur le terrain pour chaque classe granulométrique (sables grossiers, granules/graviers, cailloux et blocs). On propose 5 termes d’abondance :
- rares éléments ;
- peu d’éléments ;
- éléments (sans mention, charge moyenne) ;
- éléments abondants ;
- éléments très abondants.

Parfois est défini le cas inverse en présentant la proportion prise par la matrice (très peu de matrice, peu de matrice, matrice abondante, très abondante).
Leur nature lithologique est définie de façon détaillée : calcaire crayeux, granite, silex, gneiss, quartzite, etc.
La notation de la nature est complétée si possible par la description de leur dureté, de leur gélivité et de leur état d’altération.
- La dureté s’appréhende à l’aide du marteau. On distingue les éléments peu durs qui se cassent à la main, les éléments durs qui se cassent facilement au marteau et très durs qui se cassent difficilement au marteau. En outre, le son rendu au choc est significatif : un son clair dénote une grande dureté, un bruit mat ou « cartonneux » étant le signe d’un élément grossier tendre.
- Il faut bien distinguer le niveau d’altération des éléments grossiers. Cette altération peut être chimique, physique ou mécanique. L’émoussé et la corrosion donne une idée de l’altération chimique (frange, cortex), la forme de l’altération mécanique (arrondi, anguleux), les cupules, craquelures ou les changements de couleur de l’altération physique (gel, chauffe).
  - L’émoussé se définit en quatre modalités : pas émoussé (rugueux), peu émoussé, émoussé et très émoussé.
  - On distingue 4 échelles de corrosion (sain, peu corrodé, corrodé, très corrodé), dans certains cas la corrosion peut être ultime, il ne reste dans ces cas là qu’un fantôme de l’élément grossier.

La forme est définie d’une part par l’arrondissement (anguleux à arrondi) et d’autre part par l’aplatissement (globuleux à plat). Les altérations physiques sont données en clair (craquelure de surface, frange de rubéfaction, cupules thermiques, etc.).

### La porosité
La porosité est le volume de sol occupé par l’air, l’eau et les organismes vivants (animaux et végétaux). Cette porosité du sol est fondamentale pour les transferts de matières et pour l’activité biologique, notamment la facilité avec laquelle le système racinaire des végétaux peut pénétrer les différents horizons du sol. Les vides visibles à l’œil nu ou à la loupe à main sont décrits selon leurs formes, leurs tailles et leurs origines.

### Les éléments particuliers et divers
Dans cet ensemble se distinguent des éléments naturels ou anthropiques (coquilles, fragments de racine, oxyde de fer, charbon, silex, céramique, os, etc.). Certains éléments particuliers ont des implications propres dans l’interprétation comme les oncolithes et les galets cristallins.